# لوكاس رايموند
لوكاس رايموند (بالسويدية: Lucas Raymond)‏ هو لاعب هوكي الجليد سويدي، ولد في 28 مارس 2002.

## وصلات خارجية
- لوكاس رايموند على موقع دوري الهوكي الوطني (الإنجليزية)
- لوكاس رايموند على موقع EliteProspects.com (الإنجليزية)
- لوكاس رايموند على موقع Eurohockey.com (الإنجليزية)
- لوكاس رايموند على موقع HockeyDB.com (الإنجليزية)
- لوكاس رايموند على موقع Hockey-Reference.com (الإنجليزية)